# Estación de Los Pradillos
Los Pradillos es un apartadero ferroviario situado en el municipio español de Córdoba, en la provincia de Córdoba. Pertenece a la red de Adif. En la actualidad las instalaciones se encuentran cerradas y no ofrecen servicios ferroviarios.

## Situación ferroviaria
La estación se encuentra situada en el punto kilométrico 8,9 de la línea de ferrocarril de ancho ibérico Almorchón-Mirabueno. El trazado era de vía única, si bien en la actualdiad se encuentra semi-desmantelado como consecuencia del abandono.

## Historia
A comienzos del siglo XX la Compañía de los Ferrocarriles Andaluces planteó el establecimiento de varios puestos de seguridad en la línea Córdoba-Belmez. El apartadero de Los Pradillos se construyó hacia 1920 para garantizar la detención de cualquier tren que quedase desfrenado en las últimas pendientes de la línea, puesto que en caso contrario llegaría descontrolado a Córdoba. Se estableció una vía enarenada ―o de seguridad― que se tomaba desde el lado Belmez y se situaba a la izquierda de la vía general.
En 1941, con la nacionalización de todas las líneas de ancho ibérico, las instalaciones pasaron a integrarse en RENFE.
El 1 de mayo de 1964 tuvo lugar un accidente ferroviario en Los Pradillos cuando un tren de mercancías que había perdido los frenos pasó a toda velocidad y salió disparado hacia un cercano barranco, por donde cayó. Como resultado, hubo varios muertos y heridos, mientras que el convoy quedó destrozado tras precipitarse por el vacío.
La línea fue clausurada al tráfico de viajeros el 1 de abril de 1974, quedando limitada a los trenes de mercancías. Aun así, las instalaciones de Mirabueno siguieron estando en servicio y dispusieron de personal adscrito a las mismas, al menos hasta el cierre de esta parte de la línea en 1991. Desde enero de 2005 el ente Adif es el titular de las instalaciones ferroviarias, si bien el trazado se encuentra virtualmente desmantelado como consecuencia del abandono de las instalaciones y los robos de material.
En la actualidad, está pendiente de firmarse un convenio con Adif para la reconversión del tramo entre Obejo y Mirabueno a vía verde.